# R-15 (Montenegro)
De R-15 of Regionalni Put 15 is een regionale weg in Montenegro. De weg loopt van Čekanje via Resna en Čavo naar Riđani en is 55 kilometer lang.